# GBL-Bekkevoort
GBL Bekkevoort is een politiek onafhankelijke centrumpartij die lokaal actief is in de gemeente Bekkevoort. 
In 1994 nam de GBL voor het eerst deel aan de gemeenteraadsverkiezingen en behaalde 2 zetels. In 2000 nam ze voor de eerste maal deel aan het bestuur en mocht de burgemeester leveren. Tijdens de  gemeenteraadsverkiezingen van 2006 groeide de partij sterk en haalde ze met meer dan 24% van de stemmen 4 gemeenteraadszetels. Oud-burgemeester Alex Vanbets zetelt nu als fractieleider van de partij in de gemeenteraad en sinds 2012 tevens voorzitter.
Ideologisch wil de partij zich inzetten voor de hele bevolking zonder onderscheid van kleur, geslacht of elk ander criterium. Zij wil de burger en de politiek dichter bij elkaar brengen en gelooft dan ook in de directe democratie. 